# Humedal de Pichicuy
El Humedal de Pichicuy es el curso de agua y el entorno húmedo de la desembocadora del estero Huaquén en la playa grande de Pichucuy en el pueblo homónimo en la comuna de La Ligua en la Región de Valparaíso en Chile.

## Caracterización
Administrado por la municipalidad de La Liguay con categoría de Bien Nacional Protegido, es una reserva natural que se caracteriza por una privilegiada diversidad ecológica, generación de recursos hídricos, importancia arqueológica y cultural, secuestro del CO2, regulación del ciclo de nutrientes y control de sequías e inundaciones. 
En 2015, los ministerios de Medio Ambiente y Bienes Nacionales anunciaron el inicio de acciones de conservación al sector el cual presentaba un deterioro importante producto de diversas actividades que se han desarrollado en su alrededor en los últimos años.
La Seremi de Bienes Nacionales llevó a cabo el proceso de licitación para ael cierre perimetral del humedal a fin de delimitar el área a proteger, como también restringir el acceso público.

## Fauna
El humedal de Pichicuy es un lugar clave para la migración de aves, siendo la primera parada de abastecimiento desde el Desierto de Atacama hacia el sur. Se han identificado allí 137 especies, lo que representa un 26% de las que se encuentran en el territorio nacional.
En este espacio se encuentran especies como el cururo y el chorlo nevado.